# Ramon de Rosselló
Ramon de Rosselló, o Raimon de Rusillon (fl. XIII secolo), è stato un trovatore minore catalano.
Soltanto uno dei suoi componimenti poetici in occitano sopravvive, in un unico manoscritto. Nella sua sola cobla esparsa, insignificante per la letteratura, menziona il trovatore Montan, in un dibattito con Sordello, permettendo così alla vita di Ramon di essere collocata nella metà del XIII secolo. 
Nella rubrica della sua poesia, il nome di Ramon viene riportato come Ramonz bistor de rusillon, ma lo scriba in effetti deve averlo confuso con un altro trovatore: Raimon Bistort (Bistortz). 